# Arleen Auger
Arleen Auger (South Gate, 13 settembre 1939 – Leusden, 10 giugno 1993) è stata un soprano statunitense.

## Biografia
Auger è nata a South Gate (Los Angeles) in California. Ha imparato pianoforte e violino da bambina. Ha ricevuto una laurea in Educazione presso la California State University di Long Beach nel 1963 ed il suo primo lavoro è stato in un asilo come insegnante.
Tra il 1965 e il 1967, ha studiato canto con il tenore Ralph Errolle ad Evanston (Illinois) ed ha iniziato la sua carriera professionale di canto, dopo aver vinto il Concorso Vocale I. 
Viktor Fuchs a Los Angeles nel 1967, ha cantato con la Los Angeles Philharmonic Orchestra ed è stata ingaggiata dallo Wiener Staatsoper, dopo aver impressionato Josef Krips, rimanendovi per sette anni (188 rappresentazioni). 
Il suo debutto viennese è stato in ottobre come Regina della Notte in Die Zauberflöte di Mozart diretta da Krips con Gottlob Frick, Hans Hotter, Hilde Güden, Graziella Sciutti ed Erich Kunz seguita da Najade in Ariadne auf Naxos diretta da Karl Böhm con Tatiana Troyanos, James King (tenore) e Leonie Rysanek ed Olympia in Les contes d'Hoffmann con Wilma Lipp. 
Il ruolo della Regina della Notte è stato da lei il ruolo maggiormente rappresentato a Vienna (per 49 volte) fino al 1973. 
Nel 1968 è Barbarina ne Le nozze di Figaro, 1. Blumenmädchen/2. Gruppe in Parsifal (opera) con Josef Greindl, Walter Berry e Christa Ludwig e Stimme des Waldvogels in Sigfrido (opera), nel 1969 la Sacerdotessa in Aida con Gwyneth Jones e Karl Ridderbusch e nel 1970 Ein junger Hirt in Tannhäuser (opera) con Anton Dermota, Erste Priesterin in Iphigénie en Tauride con Sena Jurinac, Konstanze in Die Entführung aus dem Serail con Fernando Corena e Voce dal cielo in Don Carlo con Nicolai Ghiaurov, Franco Corelli, Martti Talvela, Gundula Janowitz, Shirley Verrett ed Edita Gruberová.
Ha fatto il suo debutto negli Stati Uniti con Die Zauberflöte nel 1969, con la New York City Opera.
Al Festival di Salisburgo debutta nel 1970 come Königin der Nacht in Die Zauberflöte diretta da Wolfgang Sawallisch con Kurt Moll e Hermann Prey e nel 1971 è Sifare in Mitridate Re di Ponto con Edda Moser e canta la Messa in do minore K 427.
Ancora a Vienna nel 1971 è Gilda in Rigoletto con Eberhard Waechter e Poussette in Manon (Massenet) con Giacomo Aragall e Wladimiro Ganzarolli, nel 1972 Eine italienische Sängerin in Capriccio (Strauss) diretta da Hans Swarowsky e nel 1973 Eine Solostimme/Vier nackte Jungfrauen in Moses und Aron diretta da Christoph von Dohnányi.
Ancora a Salisburgo nel 1973 canta in Exsultate, jubilate e nel 1974 Le martyre de Saint Sébastien.
Nel 1975 è rossignol/feu/princesse in L'Enfant et les sortilèges diretta da Georges Prêtre con Mariella Adani ed Arturo Testa al Teatro Lirico di Milano.
Il suo debutto al Metropolitan Opera è stato nel 1978 come Marzelline nel Fidelio diretta da Böhm con Hildegard Behrens e Bernd Weikl.
Ha insegnato nel periodo 1971-1977 presso la Johann Wolfgang Goethe-Universität di Francoforte sul Meno, dove si trasferisce nel 1974 ed in seguito ha insegnato presso il Mozarteum di Salisburgo. Il suo debutto al Teatro alla Scala è stato nel 1975 ne L'Enfant et les sortilèges. Da questo momento, si rivolse ai ruoli lirici dell'opera, preferendo concentrarsi sulla sua carriera di cantante nei concerti, nella musica antica e lieder. Ha effettuato la maggior parte delle parti di soprano nelle cantate di Bach con Helmuth Rilling dalla metà degli anni 70 alla metà degli anni 80 ed apparve più volte a Eugene all'Oregon Bach Festival di Rilling e nel 1982 al Conservatorio Giuseppe Verdi (Milano) per il Teatro alla Scala. 
Ha inoltre commissionato nuove arie a Libby Larsen ed a Judith Lang Zaimont. 
Nel 1980 è Olympia in Les contes d'Hoffmann con Catherine Malfitano, Gloria Banditelli, Neil Shicoff, Oslavio Di Credico, Sesto Bruscantini ed Angelo Nosotti al Teatro Comunale di Firenze.
Si è esibita nell'Exultate Jubilate di Mozart all'Abbazia di Westminster il 23 luglio 1986 davanti a oltre 700 milioni di telespettatori al matrimonio di Andrea, duca di York e di Sarah Ferguson, ha poi registrato questo lavoro insieme con la Messa in Do minore K 427 diretta da Leonard Bernstein nel 1990.
Al Grand Théâtre di Ginevra nel 1986 ha tenuto un recital con Tom Krause e nel 1990 ha interpretato Alcina (opera).
Nel 1987 è Nitocris in Belshazzar di George Frideric Handel ad Edimburgo e Glasgow e nel 1988 canta il Messiah con i Wiener Philharmoniker a Salisburgo.
Il 5 dicembre 1991, per il bicentenario della morte di Mozart, ha cantato il suo Requiem con Cecilia Bartoli e la Wiener Philharmoniker diretta da Georg Solti nella Cattedrale di Santo Stefano (Vienna) e da questo momento la Auger era già affetta dal cancro al cervello. Ha fatto più di 200 registrazioni, tra cui le cantate complete per soprano di Bach e le opere di Schoenberg.
Auger ha vinto un Grammy Award per la miglior performance classica vocale nel 1994 per le sue prestazioni del 1993 "The Art of Arlene Auger" (Koch Classics International).
Si ritirò nel febbraio 1992, dopo la diagnosi di un tumore maligno al cervello. Dopo tre operazioni al cervello, è morta all'età di 53 anni a Leusden nei Paesi Bassi, dove aveva vissuto durante la sua malattia. Un servizio commemorativo in suo onore si è tenuto presso la Frank E. Campbell Funeral Chapel dove sono state eseguite opere di Bach, Mozart, Fauré ed altri da alcuni noti musicisti tra cui Renée Fleming. Era sposata e divorziata due volte.

## Discografia parziale
- Brahms, Ein Deutsches Requiem (German Requiem) - Arleen Auger/Atlanta Symphony Chorus/Atlanta Symphony Orchestra/Richard Stilwell/Robert Shaw, 1984 Telarc
- Haendel, Dixit Dominus/Salve Regina - Preston/Auger/Montague/Ainsley - 1987 Archiv Produktion
- Haendel, Messia - Pinnock/Auger/Otter/Chance - 1988 Archiv Produktion
- Handel, Orlando - Academy of Ancient Music/Arleen Auger/Catherine Robbin/Christopher Hogwood/David Thomas/Emma Kirkby/James Bowman, 1991 Decca
- Haydn, Lieder e songs -  Arleen Auger soprano, Walter Olbertz piano 1980/2013 Brilliant Classics
- Mahler, Symphony No. 2 - Arleen Auger/City of Birmingham Symphony Chorus/City of Birmingham Symphony Orchestra/Dame Janet Baker/Sir Simon Rattle, EMI Great Recordings of the Century
- Mahler, Sinf. n. 8 - Solti/Chicago Symphony Orch./Harper/Popp/Auger - 1971 Decca - Grammy Award al miglior album di musica classica 1973 e Grammy Hall of Fame Award 1998
- Mendelssohn,  A Midsummer Night's Dream -  Arleen Auger, Ann Murray, The Ambrosian Singers, Philharmonia Orchestra, Neville Marriner - 1983 Philips Classics
- Monteverdi, L'incoronazione di Poppea - Richard Hickox/James Bowman/Arleen Auger/City Of London Baroque Sinfonia/Catherine Denley/Linda Hirst/Della Jones/Leonard/Gregory Reinhart/Adrian Thompson, Warner
- Mozart, Lucio Silla - Hager/Schreier/Auger/Varady, 1975 Deutsche Grammophon
- Mozart, Ascanio in Alba - Agnes Baltsa/Arleen Auger/Edith Mathis/Leopold Hager/Lilian Sukis/Mozarteum-Orchester Salzburg/Peter Schreier/Rupert Huber/Salzburger Kammerchor, 1976 Polydor/Philips
- Mozart, Messe K.427/Exsultate - Bernstein/Auger/Stade/Lopardo - 1990 Deutsche Grammophon
- Mozart: Messa in do min./Exsultate, jubilate - Bernstein/Auger/Von Stade - 1990 Deutsche Grammophon
- Mozart, Requiem - Arleen Auger/Cecilia Bartoli/Konzertvereinigung Wiener Staatsopernchor/Peter Burian/René Pape/Sir Georg Solti/Vinson Cole/Wiener Philharmoniker, 1992 Decca
- Mozart, Requiem - Arleen Auger/Atlanta Symphony Chorus/Atlanta Symphony Orchestra/Delores Ziegler/Jerry Hadley/Robert Shaw/Tom Krause, 1986 Telarc
- Mozart, Requiem - Arleen Auger/Gachinger Kantorei Stuttgart/Helmuth Rilling/Siegfried Jerusalem, 1979 Sony BMG
- Orff, Carmina burana - Arleen Auger/Riccardo Muti/Philharmonia Orchestra, 1980 EMI
- Orff, Catulli Carmina -   Arleen Auger , Sopran · Wiesław Ochman , Tenor - Chor Der Deutschen Oper Berlin - Dirigent: Eugen Jochum 1971 Deutsche Grammophon
- The Art of Arleen Augér (musiche di Libby Larsen, Henry Purcell, Robert Schumann, Wolfgang Amadeus Mozart) - Joel Revzen/Arleen Augér/Minnesota Orchestra, Members of the Saint Paul Chamber Orchestra, 1986/1991 Koch Int'l Classics